# Jignița
Jignița – wieś w Rumunii, w okręgu Mehedinți, w gminie Căzănești. W 2011 roku liczyła 129 mieszkańców.